# 八牧浩行
八牧 浩行（やまき ひろゆき、1947年7月 - ）は、静岡県出身のジャーナリスト。

## 人物
1947年中国吉林省（旧満州）生まれ。静岡県立静岡高等学校、東京教育大学（現・筑波大学）文学部社会科学科卒。1971年時事通信社入社、編集局経済部で財界、大蔵省、日銀記者クラブ各キャップなどを担当。ロンドン特派員、経済部長、取締役社長室長、常務編集局長などを歴任。時事通信ビル管理株式会社の代表取締役社長を経て、2009年に退任。2010年1月よりRecord Chinaの代表取締役社長に就任。同社主筆として中国関連コラムやインタビュー記事を執筆するほか、ジャーナリストとして内外経済記事を中心に月刊誌などに多数執筆。2017年に退任。平和と安全を考えるエコノミストの会会員。
著書に「中国危機　巨大化するチャイナリスクに備えよ」（あさ出版、1470円）などがある。